# Винг, Тоби
Тоби Винг (англ. Toby Wing, урождённая Марта Вирджиния Винг (англ. Martha Virginia Wing), 14 июля 1915 — 22 марта 2001) — американская хористка и киноактриса 1930-х годов.

## Биография
Тоби родилась 14 июля 1915 года на ферме своего деда неподалёку от Ричмонда (штат Виргиния). В начале 20-х годов её отец Пол Винг перевез семью в Голливуд, где стал работать ассистентом режиссёра и менеджером среднего звена на киностудии Paramount Pictures. Благодаря протекции отца Тоби в девятилетнем возрасте дебютировала на киноэкране, получив эпизодическую роль в немом фильме 1924 года «Парень Фландерсов».

### Карьера
В 1931 году её хорошенькую внешность заметили на MGM и Тоби вошла в состав Goldwyn Girls — женской танцевальной труппы, которая в разное время дала старт карьерам Полетт Годар, Виргинии Брюс, Бетти Грэбл и других актрис. За семь лет Тоби снялась в тридцати восьми фильмах, однако пробиться на вершину успеха актрисе так никогда и не удалось. Наиболее заметно она выступила в музыкальной мелодраме 1933 года под названием «Сорок вторая улица», а затем продолжала сниматься на второстепенных ролях, появляясь на киноэкране на считанные минуты.
В 1935 году она получила главную роль в комедии канадского производства «Чистокровная порода» — но только благодаря протекции её тогдашнего любовника, финансировавшего картину. Так и не снискав славы, Тоби в 1938 году ушла из кино. Во время Второй мировой войны она активно позировала для пин-ап открыток, стала невероятно популярна среди солдат и некоторое время получала от них больше писем, чем Клодетт Кольбер и Марлен Дитрих.
Тоби Винг умерла 22 марта 2001 года в своем особняке в городе Мэтьюс, Виргиния, в возрасте восьмидесяти шести лет.

### Личная жизнь
Тоби, миловидная блондинка, была на содержании многих известных мужчин своего времени. Известно, что в число её любовников входили актёры Морис Шевалье и Джеки Куган (с ним актриса была непродолжительное время помолвлена), певец Пинки Томлин, сын знаменитого миллионера Альфред Вандербильт, сын 32-го президента США Франклина Делано Рузвельта, богатый плейбой из Торонто Эрскин Итон и другие. Трагическая гибель в 1936 году одного из её поклонников, военного летчика Джона Хелмса, побудила Тоби изменить своё легкомысленное отношение к мужчинам.
В начале 1938 года Тоби встретила знаменитого летчика-рекордсмена Дика Меррилла. Несмотря на значительную разницу в возрасте — Дик был старше её на 20 лет — они сильно увлеклись друг другом и в июне того же года поженились. Бракосочетание состоялась в городе Тихуана в Мексике. В 1940 году у них родился сын, но умер во младенчестве, а через год Тоби произвела на свет второго ребёнка, Рики. Брак Тоби и Дика оказался на редкость прочным, супруги прожили вместе сорок четыре года до самой смерти Дика в 1982 году.

## Интересные факты
- В августе 1982 года сын актрисы был убит в их доме в Майами. Незадолго до смерти он привлекался к суду за хранение марихуаны. Убийство не было раскрыто.
- Актриса была удостоена звезды на Голливудской Аллее Славы.